# Lenny Abrahamson
Lenny Abrahamson (Dublin, 30 de novembro de 1966) é um cineasta e roteirista irlandês, que ganhou repercussão nos filmes Adam & Paul, Garage, Frank e Room. Este último o rendeu uma indicação ao Oscar de melhor diretor em 2016.
Abrahamsom também foi ditetor da serie Prosperidade, uma produçao  ao coração de Dublin para conhecer quatro personagens aparentemente de mundos diferentes, mas com algo em comum, a luta constante para sobreviver.

## Filmografia

### Cinema
- Adam & Paul (2004)
- Garage (2007)
- What Richard Did (2012)
- Frank (2014)
- Room (2015)
- The Little Stranger (2018)

### Televisão
- Prosperity (2007)